# Marawi
Ne doit pas être confondu avec Malawi.
Marawi est la capitale de la province de Lanao del Sur, Bangsamoro, aux Philippines. Ses habitants se nomment les Maranaos et parlent le Maranao.

## Géographie
La ville se trouve dans l'ouest de l'île de Mindanao, et est la principale agglomération située sur les rives du lac Lanao, au nord de celui-ci. Au sud-est, elle est traversée par la rivière Agus.

## Histoire
La ville se trouve au cœur de la région de Lanao. Celle qui se nommait alors Dansalan, avant d'être renommée en Marawi en 1956, a été témoin de nombreuses batailles entre ses habitants et les colonisateurs espagnols. La ville n'a en effet été conquise qu'en 1895. 
Elle est la deuxième ville la plus peuplée de la région autonome musulmane de Bangsamoro (après Cotabato City). On y trouve le campus de la Mindanao State University et l'une des plus belles mosquées des Philippines : la King Faisal Mosque.

### Bataille de Marawi
Du 23 mai au 23 octobre 2017, la ville est le théâtre d'une longue bataille entre les forces armées philippines et les djihadistes de l'État islamique. La ville est dévastée par les combats qui font plus d'un millier de morts et des centaines de milliers de déplacés.
La Task Force Bangon Marawi (TFBM) est créée le 28 juin 2017 afin de coordonner la reconstruction de la ville, et les premiers travaux commencent fin 2019 avec la réhabilitation des principales routes et voies d'accès. Pour l'année 2020 un budget de 3,4 milliards de PHP est alloué à la TFBM afin de commencer la reconstruction des bâtiments publics et des premiers logements. La fin de la reconstruction du réseau routier est prévue pour la fin 2021 tout comme la restauration de la Grande Mosquée.

## Barangays
Elle est divisée en 96 barangays :
- Ambolong
- Bacolod Chico Proper
- Banga
- Bangco
- Banggolo Poblacion
- Bangon
- Beyaba-Damag
- Bito Buadi Itowa
- Bito Buadi Parba
- Bubonga Pagalamatan
- Bubonga Lilod Madaya
- Boganga
- Boto Ambolong
- Bubonga Cadayonan
- Bubong Lumbac
- Bubonga Marawi
- Bubonga Punod
- Cabasaran
- Cabingan
- Cadayonan
- Cadayonan I
- Calocan East
- Calocan West
- Kormatan Matampay
- Daguduban
- Dansalan
- Datu Sa Dansalan
- Dayawan
- Dimaluna
- Dulay
- Dulay West
- East Basak
- Emie Punud
- Fort
- Gadongan
- Buadi Sacayo
- Guimba
- Kapantaran
- Kilala
- Lilod Madaya
- Lilod Saduc
- Lomidong
- Lumbaca Madaya
- Lumbac Marinaut
- Lumbaca Toros
- Malimono
- Basak Malutlut
- Gadongan Mapantao
- Amito Marantao
- Marinaut East
- Marinaut West
- Matampay
- Pantaon
- Mipaga Proper
- Moncado Colony
- Moncado Kadingilan
- Moriatao Loksadato
- Datu Naga
- Navarro
- Olawa Ambolong
- Pagalamatan Gambai
- Pagayawan
- Panggao Saduc
- Papandayan
- Papandayan Caniogan
- Paridi
- Patani
- Pindolonan
- Poona Marantao
- Puga-an
- Rapasun MSU
- Raya Madaya I
- Raya Madaya II
- Raya Saduc
- Rorogagus Proper
- Rorogagus East
- Sabala Manao
- Sabala Manao Proper
- Saduc Proper
- Sagonsongan
- Sangcay Dansalan
- Somiorang
- South Madaya Proper
- Sugod Proper
- Tampilong
- Timbangalan
- Tuca Ambolong
- Tolali
- Toros
- Tuca
- Tuca Marinaut
- Tongantongan-Tuca Timbangalan
- Wawalayan Calocan
- Wawalayan Marinaut
- Marawi Poblacion
- Norhaya Village

## Démographie
| Année | Habitants | Évolution |
| ----- | --------- | --------- |
| 1995  | 114 389   | -         |
| 2000  | 131 090   | 14,60 %   |
| 2007  | 177 391   | 35,32 %   |
| 2010  | 187 106   | 5,48 %    |
| 2015  | 201 785   |           |